# Louis Allard
Pour les articles homonymes, voir Allard.
Louis Allard est un tromboniste français, né à Porto Rico les 19 août 1852 et mort à Paris le 26 octobre 1940.
Il a été soliste à l'Opéra-Comique et à la Société des concerts du Conservatoire. Il a transcrit beaucoup d'œuvres pour trombone.
Il a été professeur de trombone au Conservatoire de Paris de 1888 à 1925. Il a succédé à Paul Delisse.
La méthode Allard était basée sur la sonorité et l'expressivité. La technique était secondaire, contrairement à son successeur au Conservatoire, Henri Couillaud.